# Джурин (река)
Джурин (укр. Джурин) — река в Чортковском районе Тернопольской области, Украина. Левый приток Днестра (бассейн Чёрного моря).
Берёт начало на Подольской возвышенности в месте слияния реки Лужник с другими ручьями около села Джуринская Слободка. Течёт с севера на юг. Впадает в Днестр в селе Устечко.
Длина реки 51 км. Площадь водосборного бассейна 301 км². Уклон 4,0 м/км. Долина корытообразная, в низовьях — каньоноподобная, шириной 0,15-0,3 до 1,5 км, глубиной в низовьях 100—120 м. Пойма двухсторонняя, шириной 80-100 м, местами отсутствует. Русло шириной от 0,3 до 7 м, глубиной до 1,2 м. Питание смешанное. Средний расход воды — 50,7 м³/с, максимальный — 174 м³/с. Замерзает в декабре, освобождается ото льда в конце февраля — начале марта. На реке и её притоках есть небольшие пруды.
Используется для водоснабжения, хозяйственных нужд и рекреации. Вдоль берегов расположены зоны отдыха. Около села Нырков находится крупнейший равнинный водопад Украины высотой 16 м и шириной около 20 м. В прошлом здесь действовала небольшая гидроэлектростанция, остатки которой сохранились рядом с водопадом.
Главные притоки Лужник (правый), Поросячка (левый).
На реке расположены сёла (от истока к устью): Джуринская Слободка, Джурин, Полевцы, Палашовка, Базар, Буряковка, Кошиловцы, Подолье, Садки, Нырков, Устечко.